# Peñalara GHC
Peñalara GHC es un programa de software utilizado para generar y organizar horarios de centros educativos. Fue creado en 1993 en Segovia, España, y actualmente se utiliza en alrededor de 5800 centros educativos - la mayoría localizados en España.
En el año 2002, Peñalara GHC fue seleccionado por la Región de Murcia como generador de horarios en sus institutos, seguido por las comunidades autónomas de Madrid, Castilla y León  y la Comunidad Valenciana, mientras que también goza de amplia utilización en institutos de Aragón y Asturias.
Peñalara GHC está integrado con todos los programas de software de gestión académica de cada comunidad autónoma, como SICE, PLUMIER XXI, SENECA, SAUCE, IES2000, etc. En 2017, la plataforma privada ODUCA integró Peñalara GHC como su organizador de horarios en su programa de gestión de centros educativos. Adicionalmente, programas de software libre de gestión académica también importan horarios producidos por Peñalara GHC.
La principal característica que distingue a Peñalara GHC es su motor de cálculo, que resuelve automáticamente los problemas de asignación de profesores, clases, asignaturas y aulas. El mecanismo del programa encuentra una solución, y mientras la optimiza, prueba a completar todas las condiciones ponderables que han sido asignadas al horario en cuestión.
Peñalara GHC desarrolla actualmente versiones en inglés y español, y recientemente ha sido seleccionado por Microsoft para aparecer en la Windows Store.